# Ljubodrag Simonović

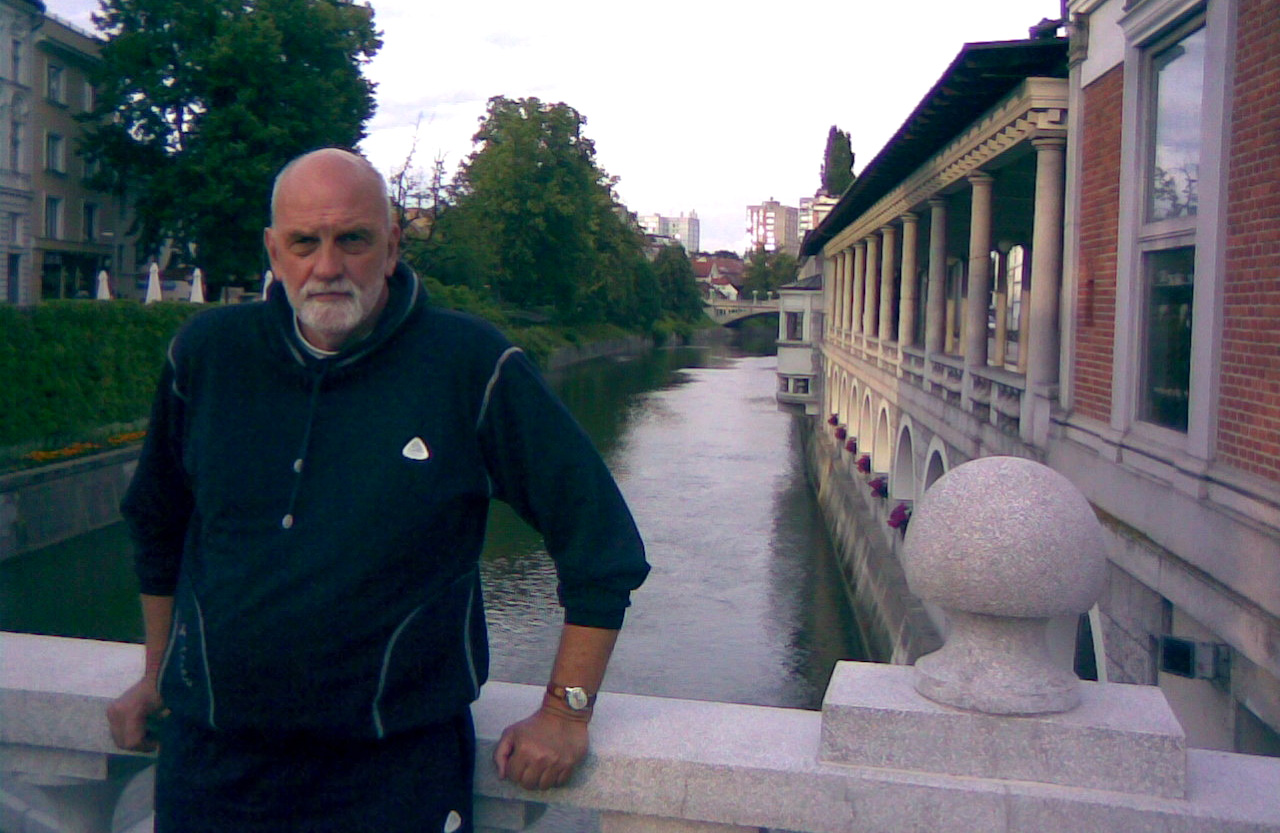
Ljubodrag Simonović (2011).

Ljubodrag Simonović (* 1. Januar 1949 in Vrnjačka Banja) ist ein ehemaliger serbischer Basketballspieler und -trainer.

## Laufbahn
Der 1,96 Meter große Aufbau- und Flügelspieler kam 1967 von KK Sloga zu Roter Stern Belgrad. Mit Roter Stern wurde er 1969 und 1972 jugoslawischer Meister und gewann 1974 den europäischen Europapokal der Pokalsieger. Mit der jugoslawischen Nationalmannschaft wurde Simonović 1970 Weltmeister sowie 1969 und 1971 Vize-Europameister. 1972 nahm er an den Olympischen Spielen in München teil.
1976 verließ er Belgrad und wechselte zum 1. FC Bamberg in die deutsche Basketball-Bundesliga. Mit 544 während der Bundesliga-Hauptrunde 1976/77 erzielten Punkten war Simonović bester Korbschütze der Liga. Gleich in seinem ersten Spiel für Bamberg, einem 99:90-Sieg über Göttingen, hatte der „Duci“ genannte Spieler mit 55 Punkten eine neue Bundesliga-Bestmarke aufgestellt. Auch in der Saison 1977/78 spielte er für Bamberg und war wie im Vorjahr bester Punktesammler der Mannschaft. Nach zwei Jahren in Bamberg verließ er die Franken.
Nach der Spielerlaufbahn wurde Simonović, der sein Philosophiestudium mit dem Doktorgrad abgeschlossen hatte, als Schriftsteller tätig. Schlagzeilen machte er als Kritiker der olympischen Bewegung und des professionellen Sports. Teilweise arbeitete er als Basketball-Trainer: Zunächst in seinem Heimatland, dann in Norwegen, 1987 wurde er Trainer in Bamberg, es kam aber im Laufe des Spieljahres 1987/88 wieder zur Trennung.